# Monster (Gröna Lund)
Monster in Gröna Lund (Stockholm, Schweden) ist eine Stahlachterbahn vom Modell Inverted Coaster des Herstellers Bolliger & Mabillard, die am 2. Juni 2021 eröffnet wurde. Sie ist zurzeit (Stand Mai 2023) die einzige Achterbahn vom Typ Inverted Coaster in Schweden.
Die 700 m lange Strecke erreicht eine Höhe von 34 m und verfügt über einen Jr. Immelmann und drei Inversionen: zwei Zero-g-Rolls und einen Korkenzieher.
Die Züge erreichen eine Höchstgeschwindigkeit von 90 km/h und es entwickeln sich 4,5 g.